# Flabelligeridae
Flabelligeridae ist der Name einer Familie meist kleiner, in weichen Sedimenten frei kriechend oder in Wohnröhren lebender Vielborster (Polychaeta), die in Meeren weltweit als Detritusfresser zu finden sind.

## Merkmale
Die Flabelligeridae haben einen kurzen Körper mit wenigen Segmenten. Sie haben einen undeutlichen Kopf mit buccalen Tentakeln, die in Ruhe in eine Membranscheide zurückgezogen sind. Die vorderen Segmente tragen oft längliche, nach vorne gerichtete Borsten, die auf diese Weise einen Kopfkäfig bilden. Die Parapodien sind zweiästig, aber kaum entwickelt, und die Borsten entspringen direkt von der Körperwand. Das Prostomium ist lediglich eine schmale Rippe, während das Peristomium ganz fehlt. Die Nuchalorgane sind zwei bewimperte Rippen an den Seiten des Prostomiums. Die ersten Segmente sind miteinander verschmolzen und bilden eine Kiemenmembran oder Kopfhaube, an der segmentweise dorsale Kiemen entspringen. Dorsale und ventrale Cirren fehlen. Die Tiere haben charakteristische Papillen, die um die Borsten herum besonders dicht stehen und lang sind. Sie haben zusammengesetzte sichelförmige sowie kapillarförmige Borsten, aber keine Aciculae.
Die Längsmuskeln sind in Bündeln angeordnet. Das Buccalorgan liegt ventral und ist ausstülpbar, und der Darm bildet Schleifen. Eine Kehlmembran ist vorhanden. Das geschlossene Blutgefäßsystem ist wohl entwickelt und verfügt über ein zentrales Herz oberhalb des Oesophagus. Als Blutfarbstoff dient ein grünes, im Plasma gelöstes Pigment, wahrscheinlich Chlorocruorin. Die Nephridien sind als Mixonephridien ausgebildet, wobei das erste Paar als Nieren und die folgenden Paare der Entlassung der Gameten dienen.

## Verbreitung und Lebensraum
Die Flabelligeridae treten in Meeren weltweit von der Gezeitenzone bis in die Tiefsee auf, jedoch selten in großer Zahl. Einige Arten leben in selbst gebauten Wohnröhren, während sich andere durch das Sediment graben oder wie etwa Flabelligera affinis unter Steinen aufhalten. In der Gattung Pherusa gibt es mindestens eine Art, die sich durch das Kalkskelett lebender Korallen bohrt. Flabelliderma commensalis lebt als Kommensale im Bereich des Afters von Seeigeln, wo es die Kotreste des Stachelhäuters mit seinen schleimigen Palpen sammelt und über die Wimpernrinne zum Mund befördert.

## Entwicklungszyklus
Die Flabelligeridae sind getrenntgeschlechtlich, doch ist über die Fortpflanzungsbiologie der meisten Arten wenig bekannt. Flabelligera mundata bebrütet ihre Eier in einer dicken Schleimschicht auf ihrem Rücken, und die Embryonen entwickeln sich direkt zu kriechenden Würmern. Flabelliderma commensalis entlässt dagegen seine Gameten ins freie Meerwasser, wo es zur Befruchtung kommt und sich die Eier zu frei schwimmenden Larven entwickeln, bis sich die Tiere auf Seeigeln niederlassen und metamorphosieren, um hier als Koprophagen zu leben.

## Ernährung
Die meisten Flabelligeridae sind Detritusfresser, die Nahrungspartikel oder mit Detritus bedeckte Sedimentkörner mithilfe ihrer Palpen vom Untergrund oder auch von den Borsten an den ersten beiden borstentragenden Segmenten, wo sich die Partikel verfangen, aufsammeln, durch Cilienschlag der Wimpernrinne zum Mund befördern und verschlucken. Eine Ausnahme bildet Flabelliderma commensalis, das Seeigelkot frisst.

## Unterfamilien und Gattungen
Die über 120 Arten der Familie Flabelligeridae gehören zu folgenden Gattungen:
- Annenkova Salazar-Vallejo, 2012
- Brada Stimpson, 1854
- Bradabyssa Hartman, 1967
- Buskiella McIntosh, 1885
- Coppingeria Haswell, 1892
- Daylithos Salazar-Vallejo, 2012
- Diplocirrus Haase, 1915
- Flabegraviera Salazar-Vallejo, 2012
- Flabehlersia Salazar-Vallejo, 2012
- Flabelliderma Hartman, 1969
- Flabelligera Sars, 1829
- Flabesymbios Salazar-Vallejo, 2012
- Ilyphagus Chamberlin, 1919
- Lamispina Salazar-Vallejo, 2014
- Mazopherusa Hay, 2002 †
- Paratherochaeta Salazar-Vallejo, 2013
- Pherusa Oken, 1807
- Piromis Kinberg, 1867
- Poeobius Heath, 1930
- Pycnoderma Grube, 1877
- Semiodera Chamberlin, 1919
- Stylarioides Delle Chiaje, 1831
- Therochaeta Chamberlin, 1919
- Treadwellius Salazar-Vallejo, 2011
- Trophoniella Caullery, 1944